# じゃんぷる
「じゃんぷる」は2001年から2005年まで集英社の少年向け漫画雑誌『週刊少年ジャンプ』において連載された読者コーナー。

## 概要
「半年を1レースとし、掲載されるごとにコーナーに応じて得点が加算され、1レースを通じての総合得点を競う」という形態をとった。この形態は前読者コーナー「ハガキ戦士ジャンプ団」よりも、どちらかというと「ジャンプ放送局」に近い。
ハガキが掲載された人には掲載本数分のステッカーもしくは缶バッジ（毎月贈呈）と、オリジナル新聞「じゃんぷる新聞」（月一発行）がもらえた。優勝した場合は、豪華賞品のほか、井沢と数人のスタッフが優勝者の地元に訪れ取材を行い、その模様が冒頭2ページを使用、すなわち独占できる。また、その他、新顔の戦士でレース内で最も高得点を獲得した投稿者には、新人賞が与えられ、ランキングベスト10に入った場合は単行本半ページを自己PR等に使用できるという権利が与えられた。
元々は「新聞風の読者ページを作ろう」ということで始まった。しかし、新聞形式にするのは作業が大変だったようで、この形式は第1回GPのみとなり、第2回からは「じゃんぷるV」とタイトルを改め戦隊ヒーロー編とした。第3回GP以降は、タイトルを「じゃんぷる」に戻し衣装テーマをレース毎に変える、という方式になった。
第9回GP「スペースウォーズ編」では通常のネタに加えて、「ダークサイドネタ」というミニコーナーが誕生。テーマとはかけ離れた意味不明なネタを掲載するコーナーで、その意味不明さが笑いを呼び好評なコーナーとなった。ダークサイドネタに載るためにわざと意味不明なネタの投稿も増えたが、じゃんぷる自体が第9回GPで終了してしまったため、このコーナーは1レース限りとなってしまった。
最初のレースを「第1回GP（グランプリ）」とし、以降「第2回GP」「第3回GP」としている。
タイトルの由来は「ジャンプで遊びまくる」⇒「ジャンプる」⇒「じゃんぷる」から。

## メンバー
井沢どんすけ（構成・原稿担当）
本名井沢ひろし。構成・原稿担当。じゃんぷるのリーダー。前読者コーナー『ハガキ戦士 ジャンプ団』から引き続き参加。
石塚U子（イラスト担当）
イラストを担当。前読者コーナー『ハガキ戦士 ジャンプ団』から引き続き参加。かなり暴力的な性格で、井沢を殴るシーンがよく見られる。
渡辺しのぶ
仕事を手伝ってくれた中学生。学校では水泳部に所属。実はクォーター。そのため後頭部の一部が金髪。ぽっちゃりとした体形で大食いだが、牛乳が苦手(実在の人物かどうかは不明)。
安藤たくま
第7回GPで初登場。しのぶのクラスメイト。あがり症だが、円周率を唱えると落ち着く(実在の人物かどうかは不明)。

## 衣装テーマ
- 第1回GP - 新聞
- 第2回GP - 戦隊ヒーロー
- 第3回GP - サッカーW杯
- 第4回GP - 魔法使い
- 第5回GP - メジャーリーグ
- 第6回GP - RPG
- 第7回GP - オリンピック
- 第8回GP - 西遊記
- 第9回GP - スペースウォーズ

## 主なハガキ戦士

### 歴代優勝者
- 初代：東京タカイズム
- 2代目：酢クリーム - 歴代総得点数は第2位の461ポイント。第1回からすべてのレースで掲載された。
- 3代目：ブルース・チェン
- 4代目：ひねくれ物置
- 5代目：ホッカロン
- 6代目：見る目なし
- 7代目：西洋ドッグ
- 8代目：アカツキ - 歴代総掲載本数はトップの172本。第6・7・9回でもそれぞれ4位・2位・2位という成績を残している。
- 9代目：グレート★ウナギ - サンデー青春学園でも「改心した☆イクラ」名義で2度主席を獲得している。

### その他の主なじゃんぷるハガキ戦士
- ジレン魔 - 初期の常連投稿者。第1・2・3回と3回連続で最後まで優勝争いに加わるが、それぞれ2位・2位・3位といずれもあと一歩というところで優勝を逃した。
- ひまわり2号 - 歴代総掲載本数は第2位の170本。第3回GPでは2ポイント差で2位になるも、第1回 - 第5回、第8回GPでコンスタントに50ポイント以上を獲得した。
- 冬眠 - ジャンプ団の優勝者と同一人物。まんが☆王の真面目イラストでは、アニメ調「魔界都市アスパラ」モノクロ調「稲荷」という別ペンネーム。ファンロード誌にてデスノート特集の表紙を飾る。
- ハワイのドラマー - 歴代の優勝者を追い詰めるような盛り上げは、週刊少年ジャンプのハガキ投稿コーナーにおいて「最強のハガキ戦士」とも呼ばれる。後継の読者ページジャンプ魂にも参加。略称「ハワドラ」。
- デカルトQ -
- 骨食リーヴZ -
- 大体サイズ！ -
- カツ丼皇帝 -
- せかいのこうた -
- 多色戦ピンク須藤 -
- 田中の庸介 -
- TENMACHI - 画力特化型の投稿が多め。後述するコーナー「まんが☆王」内での総獲得点であればトップの実力。
- 3鳥星
  - 桜青ホトトギス - かむかむ
  - 梅銀ウグイス - 牛火流美
  - 桃尻キツツキ - ミルドキック

## 各種記録
歴代総得点数
アカツキ 486ポイント
歴代総掲載本数
アカツキ 172本

## 単行本
週刊少年ジャンプ編集部、集英社、ジャンプコミックス、全5巻
- じゃんぷる 1（2003年3月発売、ISBN 9784088734019）
- じゃんぷる 2（2003年10月発売、ISBN 9784088735443）
- じゃんぷる 3（2004年7月発売、ISBN 9784088735993）
- じゃんぷる 4（2005年6月発売、ISBN 9784088737966）
- じゃんぷる 5（2006年3月発売、ISBN 9784088741055）

## 主なコーナー
アホ板
ルールなし、面白ければなんでもいいイラストコーナー。
ニュースフラッシュ
最新ニュースから疑問が出されるので、それに回答する。しかし、コミックスに載る際にほとんどのテーマが時代遅れになってしまい、約半分がコミックス未収録となってしまった。
いいわけマン
ある気まずい状況がテーマとして出題されるので、その状況を切り抜けるための言い訳を考える。
笑え!バカ一代
ある職業がテーマとして出題される（「バカ教師」「バカ刑事」など）ので、それがどんな人物かを考える。
ダジャレミー賞
テーマに沿ったダジャレを考える。第1回GPから最終GPまで続いた人気コーナー。アントニオ猪木の名言「元気ですかー!!」や、『ドラゴンボール』内のセリフ「か・め・は・め・波ー!!」というフレーズに無理矢理テーマの言葉を当てはめるのが人気になった。後期には「ゴーインで賞」というコーナーが誕生。元々は強引なダジャレを紹介するコーナーだったが好評だったため、わざと「ゴーインで賞」を狙って無理矢理なダジャレを投稿する人が増えたという。
ありゃま新法
新しい法律を考える。
決めポーズ研究所
「アホ板」で人気だった「かっこいい○○の仕方」というネタを独立化。日常の些細な行動をワンランクアップさせるポーズを考える。「○○な△△の仕方」という形式。
あるある人間学
人がよくとる行動を掲げる、あるあるネタのコーナー。
まんが☆王
テーマとなる話の冒頭部分が提示されるので、それから自由に話を膨らませその話に沿ったイラストを投稿する。第1回GPから最終GPまで続いた人気コーナー。まじめなイラストがほとんどであったが、一部ギャグ路線のイラストも掲載された。毎回テーマは違うはずなのになぜか登場するレギュラーキャラクター「ニツルギ」が人気になった。
しのぶが行く!
自分の欠点やコンプレックスを、無理矢理ポジティブに自慢するコーナー。
4コマGP
オリジナルの4コママンガを投稿。後に「4コマではレベルが高い」ということで、第6回GPから「2コマGP」に変更される。
2コマGP
オリジナルの2コママンガを投稿。
はずかし固め
自分の過去にあった恥ずかしい体験を投稿。タイトルはプロレスにある実際の技から。
見出しニュース
ありえないニュースを新聞の見出し風に紹介する。他誌の読者コーナーにも同じ様なコーナーが見られるようになった。
イヤジャン
「あったらいやな○○」とお題が出されるので、それにあったイラストを考える。初期から最終GPまで続いた人気コーナー。
偉大なる一日
有名な歴史上の偉人の一日を考える。
これは謎だ!!
日常の些細な疑問を投稿する。「〜は謎だ!!」という形式。余談だが、このコーナー開始と同時期にテツandトモがブレイクしたため、彼らのネタ「なんでだろう」とかぶらない様に、井沢は彼らの出演番組を全てチェックしていたという話がある。
冒険者たち
日常の行動にスリルを追求する方法を考える。「大冒険!〜する。」という形式。
勝ち組ウォーズ
似ている言葉を勝ち組、負け組に分けて紹介するダジャレのコーナー。「勝ち組・○○、負け組・△△」という形式。しかし途中から、文章が連続するネタが投稿され（例、勝ち組・誕生日、負け組・に魔王を倒す旅に出ろと言われた）こちらの形式も人気になった。
とんでも野郎
周りの人の面白い行動をイニシャルトークで紹介。
お笑いバトルテスト
一部が（ ）にされた文が出題されるので、（ ）を埋める面白い回答を考える大喜利のコーナー。
世界で一番!!
「世界で一番○○」というテーマが出題されるので、それがどのような人物か考える。
オレビアの泉
あるあるネタを投稿するコーナー。「オレビア!!〜。」という形式。
テレビDASH!
テレビ番組やCMにツッコミをいれるコーナー。
ハイパー大喜利
お題に対してボケる大喜利のコーナー。
学校大革命
学校に関するテーマが出題されるので、それにツッコミを入れる。
怒れメロス
怒りをぶちまけるコーナー。「メロスは激怒した。〜だったから。」という形式。元々は「勝ち組ウォーズ」に投稿されたネタ「勝ち組・メロスは激怒した。 負け組・カニチャーハンにほとんどカニが入っていないから」というネタがスタッフにウケて、それを元にして出来たコーナー。
オリンピック新ルール
2004年アテネオリンピックに便乗したコーナー。オリンピックのスポーツの新ルールを提案する。
ザ・ベターショー
「○○にいるベタな人」というテーマが出題されるので、そこにいる人がよくとっていそうな行動を考える。
ヌーベル俳句
有名な句の第一句がお題として出題されるので、残りの部分を自由に考えて面白い俳句を作る。
熱血!男塾
真の男がとるべき行動を掲げる。「ひとーつ!男なら、〜!!」という形式。
ハッピー天国
身のまわりのちょっとした幸せな瞬間を挙げる。
メルゲッチュ
有名人のメールが間違って自分の元に届いたら……、という設定の下、有名人の面白メールを考える。
ザンゲのお時間
自分が過去に友人にやってしまったイタズラを懺悔するコーナー。
暮らしの便利帳
当然のことを、「〜は便利ですよ。」と言い切るコーナー。欄下に掲載された。
気合だー!!
日常のさまざまな行動に気合を入れるコーナー。「京子!〜も気合だー!!」という形式。欄下に掲載された。タイトルはアニマル浜口の名言から。

### コミックス未収録コーナー
じゃんぷるネット
メンバーへの質問・意見や、自分の最近の近況などを投稿。メンバーがそれに回答したり、コメントをつけたりしてくれる。
ダジャレ英会話
英語を利用したダジャレを考える。欄下に掲載されたミニコーナー。